# Aglaonema commutatum
Aglaonema commutatum es una especie de planta de la familia Araceae. Originaria de Filipinas y el noreste de Célebes. Ha sido introducida en otros lugares tropicales, incluidos Colombia, Cuba, Puerto Rico, Trinidad y Tobago, el archipiélago de las Comoras, el archipiélago de Chagos, India, Bangladés y las Islas Cook. Su cultivar híbrido 'Silver Queen' (con A. nitidum) obtuvo el galardón al Mérito en Jardinería de la Real Sociedad de Horticultura como planta de interior.

## Descripción
Es una planta herbácea, rizoma y perenne, que crece hasta una altura de no más de 80 cm, generalmente unos 20 cm. Sus hojas son grandes, ovaladas, alargadas y gruesas con manchas plateadas claras, colocadas sobre largos pecíolos, con cierto parecido a las hojas del género Dieffenbachia.
Las flores, sin fragancia notable, aparecen en pequeñas espatas blancas o amarillentas, y crecen a principios del verano, aunque la floración no suele ocurrir en condiciones de cultivo de interior. Produce pequeños frutos ovalados en racimos que se tornan rojos al madurar.

## Cuidados y cultivo
Es valorada como planta ornamental por sus hojas vistosas. Se puede cultivar como planta de exterior en climas tropicales, también se cultiva en invernaderos o como planta de interior en lugares más fríos. Las variedades desarrolladas recientemente son más resistentes al aire seco de una vivienda. Es bastante fácil de cultivar y también se adapta bien al cultivo hidropónico. La variedad más comúnmente cultivada es 'Silver Queen' con manchas plateadas en ambos lados de la de la hoja.
Prefiere temperaturas cálidas de unos 20–25 °C y alta humedad del aire, no tolera bien temperaturas por debajo de los 15 °C. Prefiere espacios iluminados sin exposición excesiva a pleno sol, pero también se adapta a la sombra parcial.
Durante primavera y verano, se pueden hacer riegos cortos y frecuentes para mantener la humedad del sustrato sin llegar a encharcarlo, aparte de rociar o pulverizar la misma planta con más agua, preferiblemente sin cal. En invierno basta con regarla una vez a la semana. Pueden ser atacadas por ácaros y pulgones si la humedad ambiental es muy baja. La planta tiene un sistema radicular plano y, por lo tanto, se acomoda mejor en una maceta baja y ancha.
Se propaga fácilmente separando los brotes nuevos de la planta madre. También se pueden tomar esquejes, aunque lleva más tiempo. Los esquejes se arraigan mejor en un medio cálido, unos 24 °C. La reproducción por semilla también es posible, pero toma aún más tiempo. Las semillas crecen bien a unos 27 °C.

## Galería

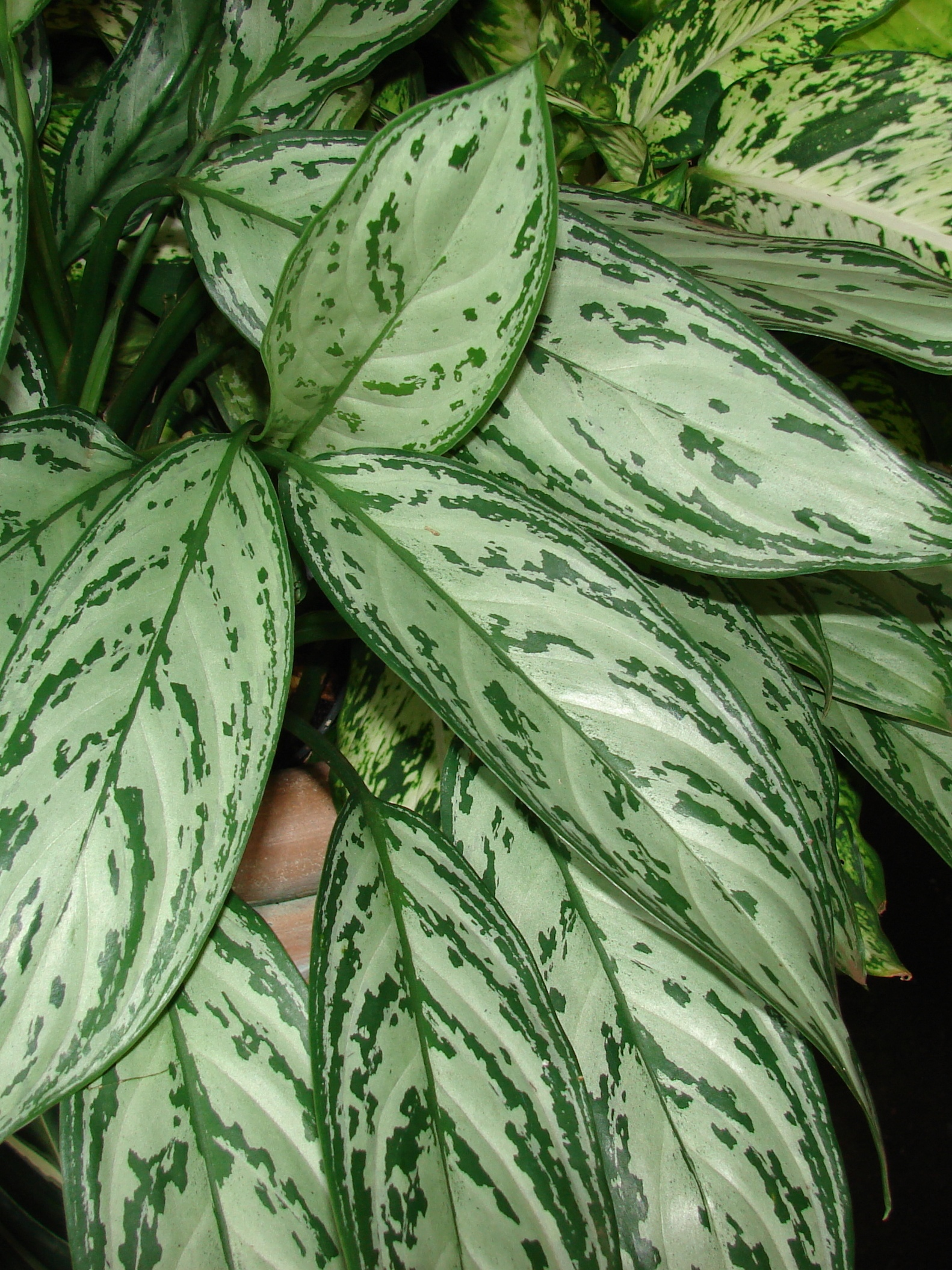
Cultivar híbrido 'Silver Queen'.
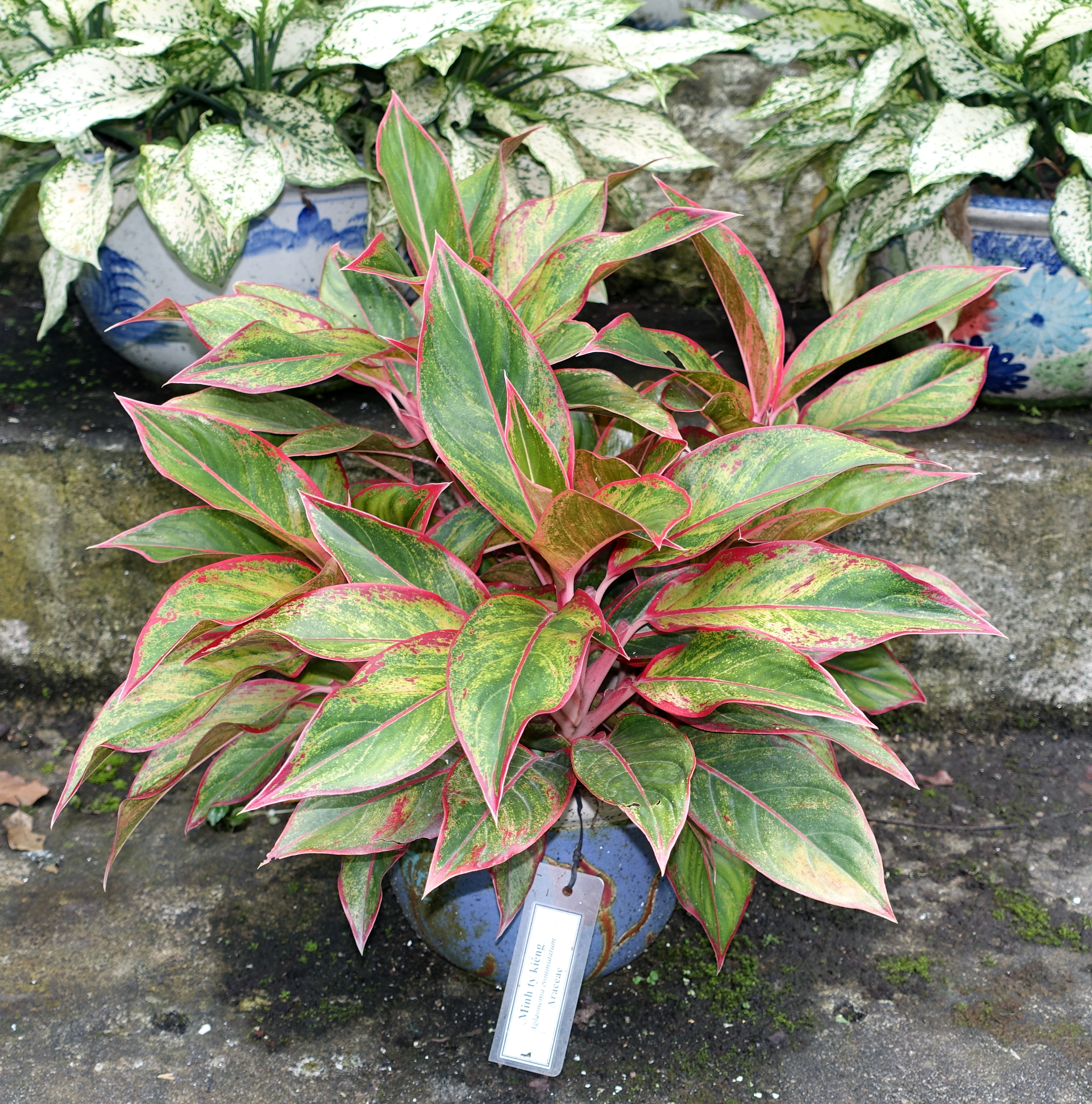
Cultivar de bordes rojos.
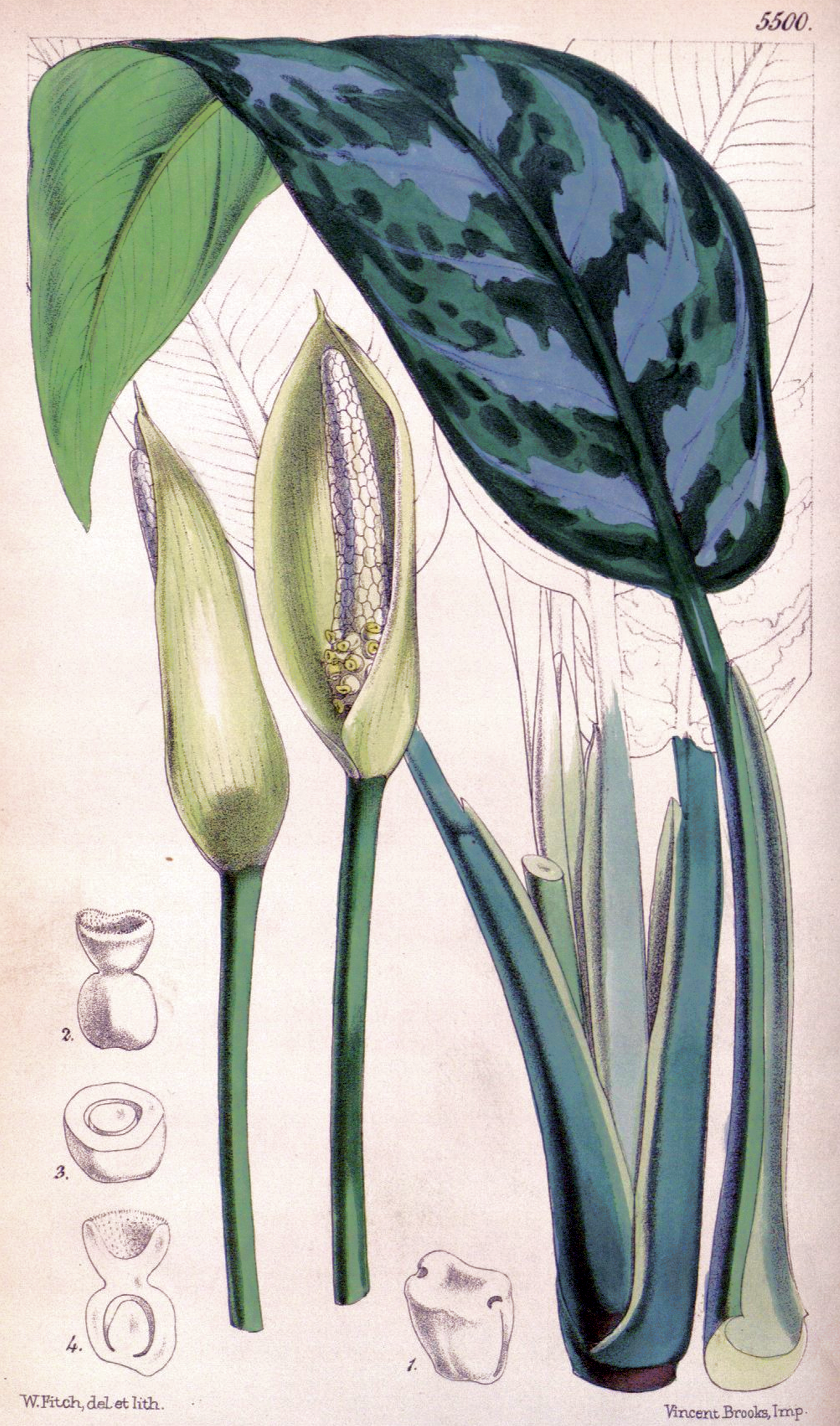
Ilustración botánica del Curtis's Botanical Magazine v.91 (1865).
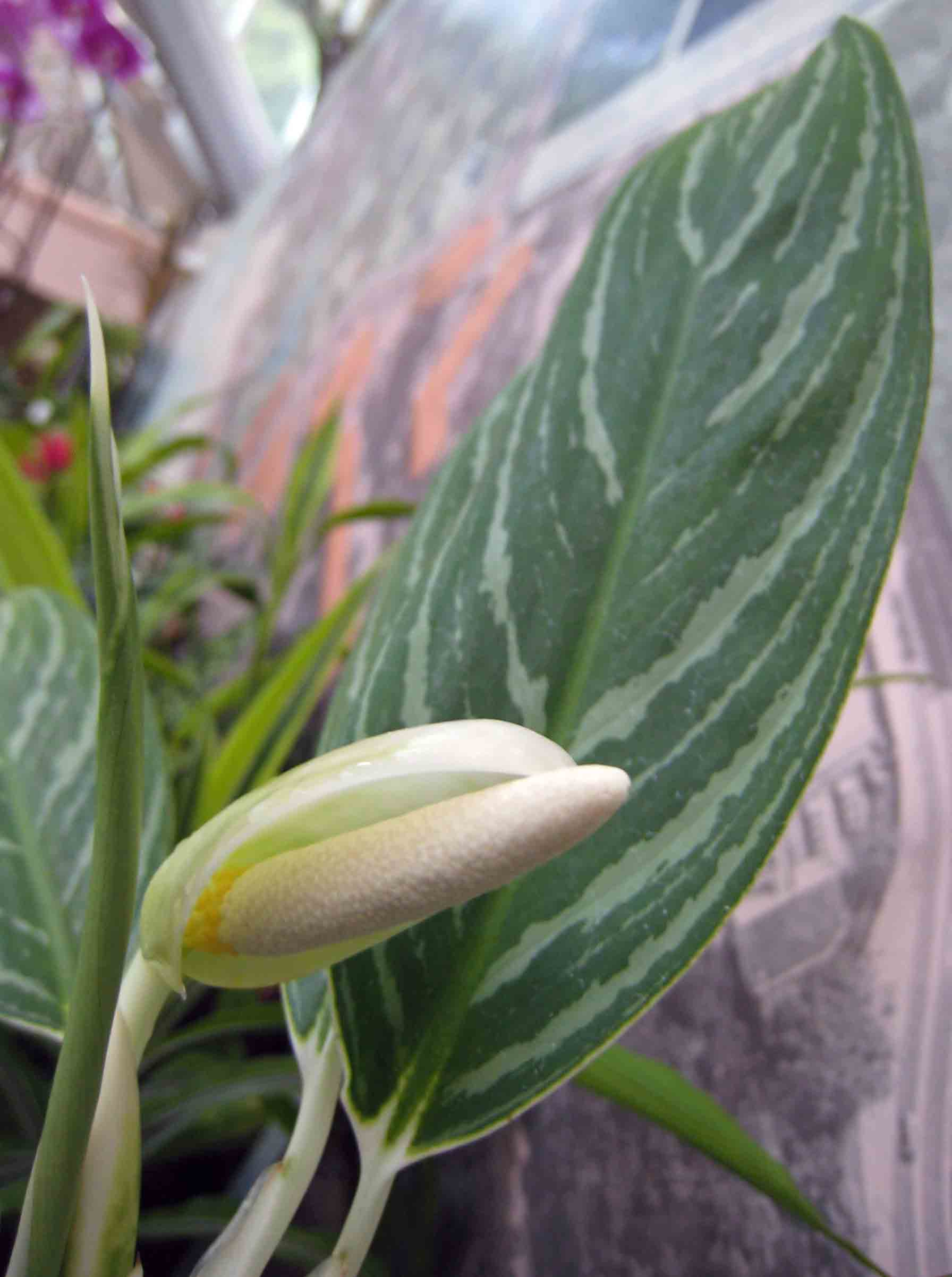
Flor en detalle.
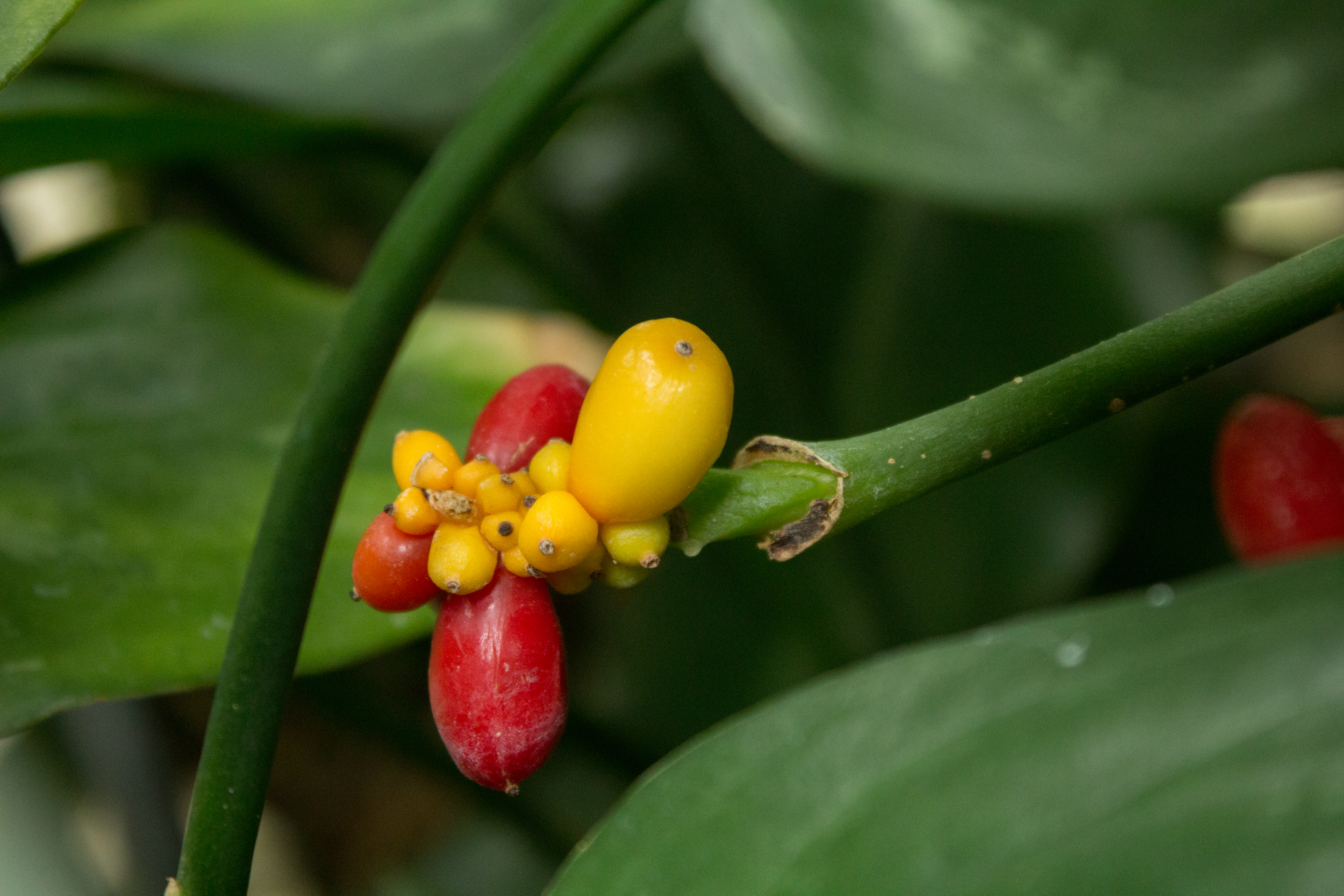
Frutos en detalle.